# Procyon pygmaeus
Il procione di Cozumel (Procyon pygmaeus), detto anche procione pigmeo, è una specie di procione in pericolo di estinzione, endemica dell'omonima isola al largo della penisola dello Yucatán, in Messico.
A differenza dei suoi congeneri dei Caraibi, questa specie presenta dei tratti morfologici distintivi rispetto al procione vero e proprio.
Nel 1901, Clinton Hart Merriam lo classificò come specie a parte, ben distinta dal suo parente del continente, Procyon lotor shufeldti: infatti, questi animali sono di taglia molto minore (pesano al massimo 3–4 kg), inoltre sono immediatamente distinguibili dai procioni comuni per la presenza di una banda golare nera e per la coda dorata, oltre che per caratteristiche anatomiche come la forma dei denti e del setto nasale.
Questi animali sono un esempio di nanismo insulare dovuto al lungo isolamento: un recente studio archeologico ha rivelato che già i Maya sapevano dell'esistenza di procioni più piccoli della norma su Cozumel. Questo dimostrerebbe che la riduzione di taglia di questa specie non sia stata un fenomeno recente.